# Могильный, Игорь Николаевич
И́горь Никола́евич Моги́льный (род. 4 октября 1970) — украинский гребец, выступавший за сборную Украины по академической гребле в период 1992—1998 годов. Участник пяти чемпионатов мира и двух летних Олимпийских игр.

## Биография
Игорь Могильный родился 4 октября 1970 года. Проходил подготовку в Днепропетровске.
Впервые заявил о себе в гребле в сезоне 1992 года, когда прошёл отбор в Объединённую команду, собранную из спортсменов бывших советских республик для совместного участия в летних Олимпийских играх в Барселоне. Стартовал здесь в зачёте мужских одиночек — на предварительных этапах отобрался в финал C, где показал пятое время. Таким образом, в итоговом протоколе соревнований расположился на 17 строке.
Впоследствии на международном уровне представлял национальную сборную Украины. Так, в 1993 году выступил в парных двойках на чемпионате мира в Рачице. Год спустя в одиночках стартовал на мировом первенстве в Индианаполисе. Ещё через год на аналогичных соревнованиях в Тампере участвовал в программе восьмёрок.
Благодаря череде удачных выступлений удостоился права защищать честь страны на Олимпийских играх 1996 года в Атланте — вместе с командой, куда также вошли гребцы Роман Гриневич, Олег Лыков, Виталий Раевский, Евгений Шаронин, Игорь Мартыненко, Валерий Самара, Александр Капустин и рулевой Григорий Дмитренко, дошёл в распашных восьмёрках до утешительного финала B и расположился в итоговом протоколе на десятой строке.
После атлантской Олимпиады ещё в течение некоторого времени оставался в основном составе украинской национальной сборной и продолжал принимать участие в крупнейших международных регатах. В 1997 году выступал в восьмёрках на чемпионате мира в Эгбелет-ле-Лак, тогда как в 1998 году представлял страну в одиночках на мировом первенстве в Кёльне.
Завершив спортивную карьеру, занимался развитием академической гребли в Днепропетровске, занимал должность директора местного гребного клуба «Днепр».